# ميدوري هوندا
ميدوري هوندا (本田 美登里) (16 نوفمبر 1964 في شيزوكا في اليابان – )؛ هي لاعبة كرة قدم كانت تلعب كمدافع. ولعبت مع منتخب اليابان لكرة القدم للسيدات.

## وصلات خارجية
- ميدوري هوندا على موقع الاتحاد الدولي (مؤرشف)  (الإنجليزية)
- ميدوري هوندا على موقع قاعدة بيانات كرة القدم.إي يو (الإنجليزية)
- ميدوري هوندا على موقع Soccerway.com (الإنجليزية)
- ميدوري هوندا على موقع عالم كرة القدم.نت (الإنجليزية)